# Nowe Wągrodno
Nowe Wągrodno – wieś sołecka w Polsce położona w województwie mazowieckim, w powiecie piaseczyńskim, w gminie Prażmów.
| SIMC    | Nazwa     | Rodzaj     |
| ------- | --------- | ---------- |
| 0007338 | Zaborówek | przysiółek |

W latach 1975–1998 miejscowość administracyjnie należała do województwa warszawskiego.